# Моисей Мурин
Моисей Мурин или Эфиоплянир и Эфиоплянин (330—405, Вади-Натрун) — египетский христианский святой эфиопского происхождения. Память в Православной церкви 28 августа (по юлианскому календарю), в Католической церкви 28 августа.
В юности Моисей, «родом мурин, лицем мрачный», был разбойничьим атаманом и пьяницей, но раскаялся и стал монахом, затем иеродиаконом и иеромонахом. Принял смерть в возрасте 75 лет от рук разбойников-берберов. Моисею Мурину принято молиться об исцелении от запоев.
Литературоведы отмечают родство с Моисеем Муриным образа Ильи Мурина в ранней повести Ф. М. Достоевского «Хозяйка».